# Надуваема лодка
Надуваема лодка е плавателен съд, лека лодка, изработена от гъвкави тръби (в миналото най-често гумени, а в съвременните конструкции от синтетични материали), съдържащи газ под налягане. Предназначена е за придвижване по повърхността на водата. За първи път се появяват през 19 век. При по-малки съдове подът и корпусът често са също гъвкави, а при лодки, по-дълги от 3 метра, подът обикновено се състои от твърд шперплат или алуминиеви плоскости, фиксирани между тръбите. Често кърмата е също твърда, осигуряваща място за монтаж на извънбордов двигател.
Някои надуваеми лодки са предназначени да се разглобяват и опаковат в малък обем, така че да могат лесно да бъдат съхранявани и транспортирани до вода, когато е необходимо. Такива лодки се използват като спасителни плотове за по-големи лодки или самолети, както и за пътуване с развлекателни или риболовни цели. Във военното дело се използват за морски десанти или диверсионни атаки.

## История

### Ранни опити
Съществуват древни изображения на животински кожи пълни с въздух, които са използвани като поплавъци за прекосяване на реки. Тези поплавъци били надувани с уста. Едни от най-ранните исторически източници, които свидетелстват за употребата на надувами лодки за военни цели идва от 9 век пр. н.е, когато финикийски и асирийски войници ползват поплавъци за да прекосяват реки.
През 1838 година Чарлз Гудиър открива на процеса на вулканизация на гума и получава патент през 1844. Вулканизацията стабилизира гумата, правейки я издръжлива и гъвкава, което става предпоставка за развитието на новия вид плавателни съдове. В края на 1843 г. Томас Хенкок подава заявление за патент на процеса на вулканизация в Обединеното Кралство, като патентът също бива одобрен през 1844 г. През 1852 г., докато пътува в Англия, Чарлс Гудиър открива, че фирмата на Томас Ханкок произвежда вулканизиран каучук и завежда дело. През 1842 година Томас Ханкок вижда проба от каучука на Гудиър, но не знае за процеса, който е използван за изработка. Ханкок казва, че е развил своя процес независимо от Гудйър. Последните от заведените съдебни дела за патентите са уредени през 1855 г. Малко след това няколко души започват по-усилени експерименти с тъкани, обвити с каучук.
През 1839 г. Херцог Уелингтън тества първите надуваеми понтони. През 1840 г. английският учен Томас Хенкок проектира надуваеми плавателни съдове, използващи новите методи за вулканизация на гума, и описва постиженията си в „The Origin and Progress of India Rubber Manufacture in England“, публикуван няколко години по-късно.
Лейтенант Питър Халкет, офицер от Кралския флот, проектирал лодката Халкет през 1845 г. – първата успешна надуваема лодка. Първият му дизайн е направен от импрегниран с гума плат „Макинтош“. „Лодката наметало“ служи като водоустойчиво пончо или наметало, докато бъде надута, когато става лодка за един човек. Специални изработен джоб в плата побирал духало за надуване на лодката и специално бастунче, което можело да се ползва като гребло. В допълнение към оборудването, „Халкет“ лодката била снабдена и със специален чадър, който можел да бъде ползван и като платно. Халкет по-късно разработил двуместна лодка, носена в раница. Когато се надуела, тя можела да побере двама души, които да гребат по двата борда. Когато лодката се изпуснела, тя можела да послужи като водонепропускливо одеяло за къмпинг на мокра земя. Адмиралтето било скептично настроено по повод възможната употреба на лодките на Халкет; на 8 май 1845 г. Лорд Хърбърт, първи секретар на адмиралтейството, пише на Халкет, че „моите Лордове считат, че Вашето изобретение е изключително умно и изобретателно и че може да е полезно при експедициите за проучване и геодезия, но не смятат, че лодката е използваема за общи цели във военноморската служба.“
Адмиралството не вижда възможност за използването на дизайна на Халкет за военни цели, но изследователите харесат този дизайн. Джон Франклин купува една такава лодка за злополучната експедиция през 1845 г., в която изчезва целият екипаж от 129 души и два кораба.
В проучванията си по Орегонската пътека и притоците на река Плат през 1842 и 1843 г. Джон С. Фремон описва може би първият път когато надуваема лодка бива употребявана за спускане по реки и бързеи в Скалистите планини.
През 1848 г. генерал Джордж Кълъм, Инженерен корпус към армията на САЩ, въвежда надуваем мостов понтон изработен от покрит с каучук плат. Този тип понтонен мост е използван в Мексиканско-Американската война и по-късно в ограничена степен по време на Американската гражданска война.
През 1866 г. четирима мъже прекосяват Атлантическия океан от Ню Йорк до Великобритания на трикамерен надуваем плавателен съд, наречен „Nonpareil“.

## Модерна надуваема лодка
В началото на 20 век независимото производство на надуваеми лодки започва с фирмата „RFD“ в Англия и „Zodiac“ във Франция. Напредъкът в разработката на надуваемите лодки се дължи на развитието на гумирани платове за въздухоплавателната индустрия.
Реджиналд Фостър Дагъл, английски дизайнер и основател на компания за производство на въздухоплавателни средства „RFD“, през 1919 г. преминава към разработването на надуваеми лодки, като използва специална тъкан по-рано употребявана от компанията му за производство на дирижабли. Министерството на въздухоплаването бива впечатлено от изпитания на лодката си на езеро близо до Гилдфорд и подписва договори с компанията за производство на спасително оборудване.
Междувременно във Франция се случва нещо подобно. Компания „Зодиак“, специализираща в производството на дирижабли, започва да развива надуваеми гумени лодки. Така през 1934 г. на бял свят се появява надуваемият каяк и катамарана. Те са предшествениците на днешната надуваема лодка „Зодиак“.
Развитието на надуваемите лодки продължава и след Втората световна война с откриването на нови синтетични материали, като неопрен, и нови лепила, които позволяват на лодките да станат по-здрави и по-устойчиви на механични повреди.